# La Argongeña
La Argongeña es el nombre de un río afluente del río Cautabán, en la provincia de Valencia Comunidad Valenciana, España. Situado en la comarca del Valle de Ayora-Cofrentes, cede sus aguas a la cuenca del río Júcar.
Atravesando durante todo su recorrido el término municipal de Teresa de Cofrentes. Todas sus aguas transcurren sobre el macizo de Caroche (Caroig).

## Aguas
Es un río de aguas cristalinas, de alto contenido en carbonato de calcio, con un agua muy apreciada por los vecinos de la comarca. Erróneamente es nombrado en muchas ocasiones "La Longeña", término que los habitantes aceptan por la similitud fonética.
- Datos: Q5962035